# 石谷澄清
石谷 澄清（いしがや すみきよ）は、江戸時代の旗本。

## 生涯
延享元年（1744年）12月22日、父である石谷眞清の遺跡を継いだ。宝暦6年（1756年）4月10日に御小姓組に列し、宝暦8年（1758年）12月12日に中奥の番士となり、宝暦11年（1761年）6月に遠江国の領地を割って、上総国長柄・山邊両郡に移されたという。明和8年（1771年）5月1日に御徒頭となり、同年12月18日には布衣の着用を許されたという。安永3年（1774年）2月15日、西城の御目付となる。安永6年（1777年）11月25日に西城の御先鉄砲頭となり、安永7年（1778年）5月6日、務めを辞して寄合に移った。

## 子女
- 石谷因清

石谷清昌の娘を妻とした。御小姓組の番士となる。
- 女子

坪内主税定安の妻となる。